# Odbitka próbna
Odbitka próbna (proof) – w poligrafii służy sprawdzeniu lub zatwierdzeniu projektu przed ostatecznym drukiem.

## Odbitki próbne analogowe
Wykonywane są metodą stykową przez naświetlenie odpowiedniego materiału poprzez klisze offsetowe. Zasadniczo w proofie analogowym chodzi o symulację kolorów przyszłego druku (próba koloru).

## Odbitki próbne cyfrowe
Wykonywane są z zapisu cyfrowego poprzez wydruk na odpowiednich drukarkach. Proofy cyfrowe można podzielić na:
- Odbitki próbne koncepcyjne (designerskie) ukazujące rozmieszczenie elementów i barw (przy czym nie chodzi o jedynie poglądowe oddanie barwy). Druków poglądowy jednego projektu wykonuje się wiele i stąd muszą być tanie.
- Odbitki próbne impozycyjne pozwalają ocenić rozmieszczenie stron/użytków na arkuszu drukarskim.
- Odbitki próbne kontraktowe służą jako wzór do zaakceptowania przez klienta (pozwalają zawrzeć kontrakt) a zarazem wzór barwy dla drukarza (próba koloru). Zatem drukarka wykonująca tego rodzaju proof musi jak najwierniej symulować druk na maszynie i powinien być akceptowany przy takich samych warunkach oświetleniowych przy których będzie porównywany druk z wydrukiem odbitki próbnej dla uniknięcia zafałszowań wynikających z innego metameryzmu pigmentów i barwników stosowanych w drukarkach w stosunku do metameryzmu farb drukarskich.